# ۱۴۱ (عدد)
۱۴۱(صد و چهل و یک) یک عدد طبیعی می باشد که بعد از ۱۴۰ و قبل از ۱۴۲ قرار دارد.